# Lydford Gorge
Lydford Gorge ist eine Schlucht (Klamm) nahe dem Ort Lydford in der Grafschaft Devon in Großbritannien. Sie hat eine Länge von etwa 2,4 km und wird vom River Lyd durchflossen.
Lydford Gorge ist die tiefste Schlucht in Südwest-England mit einem 30 m hohen Wasserfall. Das Gelände gehört dem National Trust und kann in den Sommermonaten von trittsicheren Personen gegen Entgelt auf einem 5 km langen Rundweg durchwandert werden.

## Verlauf

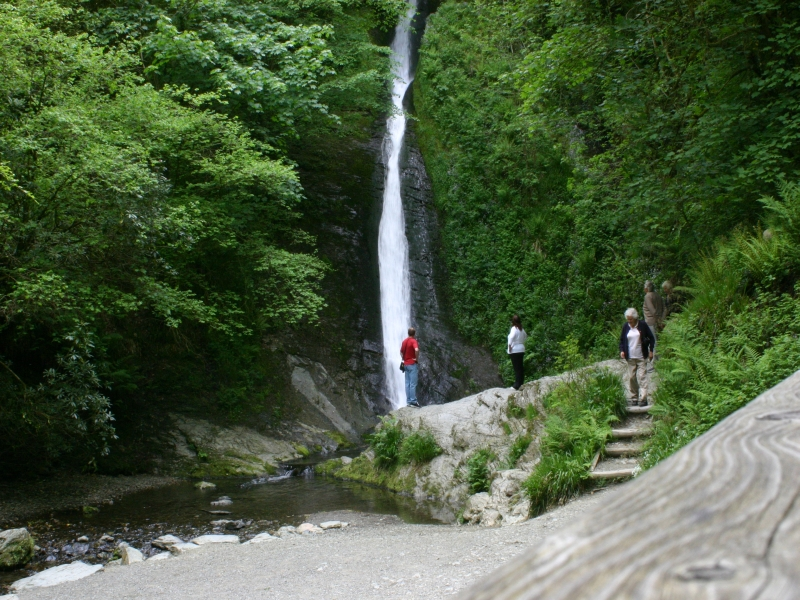
White Lady Wasserfall in der Lydford Gorge

In Fließrichtung gesehen beginnt die Klamm an Tucker's Pool, einer mit Wasser gefüllten Mulde, unweit von Lydford Castle. Der Bach verläuft zunächst mit wenig Gefälle, bis er auf Höhe des oberen Besucherzentrums im Devil's Cauldron (Teufelskessel), einer Abfolge von Wasserfällen und Gumpen, etliche Meter in die Tiefe stürzt. 
Etwa auf halber Strecke der überwiegend nur wenige Meter breiten Schlucht liegen die Tunnel Falls-Wasserfälle. In der Nähe des unteren Besucherparkplatzes am Ende des begehbaren Teils liegt  der White-Lady-Wasserfall, mit dem der River Burn rund 30 m tief in den River Lyd stürzt.

## Besonderheiten
Aufgrund des abschnittsweise engen Pfades ist der Rundweg als „Einbahnstraße“ ausgewiesen. Beginnt man am unteren Eingang, so führt der Weg an der „White Lady“ vorbei zunächst auf Höhe des Baches bachaufwärts, während der Rückweg weniger anstrengend am oberen Rand der Schlucht entlang verläuft. Nennenswerte touristische Einrichtungen gibt es nur am oberen Besucherzentrum.